# Портрет мадам Шарпантьє
«Портре́т мада́м Шарпантьє́» (фр. Portrait de Madame Charpentier) — портрет заможної пані і дружини успішного паризького видавця роботи французького художника П'єра-Огюста Ренуара.

## Мадам Шарпантьє та її салон
Зустріч і знайомство Ренуара с Жоржем Шарпантьє та його дружиною була для художника своєрідним пропуском у інтелектуальний світ тогочасного Парижа, спілкування з яким Ренур був полишений все життя. До того ж, небагатому художнику без підтримки це обіцяло нові замови на портрети і новий прибуток.
Підприємець Жорж Шарпантьє успадкував друкарський бізнес від батька. Але успішно його продовжив, розширив і зробив ставку на плеяду новітніх на той час письменників. Він був видавцем молодих на той час Альфонса Доде, Золя, Мопассана, котрі набували все більшої популярності з кожним новим друкованим твором. Збільшувалась їх слава і збільшувались прибутки пана Жоржа Шарпантьє. Він водив знайомство з композиторами і літераторами, з політиками і художниками. Салон в родині Щарпантьє відвідувало чимало відомих осіб тогочасного Парижу — політик Гамбетта, композитори Каміль Сен-Санс та Жуль Массне, син банкіра і сам художник Едгар Дега, Клод Моне. Відвідував салон пані Шарпантьє і російський письменник Іван Тургенєв, що мешкав в Парижі.
Ренуар практично вперше потрапив в багатий будинок паризького видавця Жоржа Шарпантьє не стільки як дешевий художник, скільки як творча особистість і гість салону, який утримувала дружина видавця. Ренур, що важко виборював матеріальний успіх, був досить вдячним родині Шарпантьє за психологічну підтримку. В салоні, де бували метри французької літератури, неосвічений і несміливий художник більше мовчав, але радів, що його приймали в багатій родині.
Згодом він отримав замову на портрет мадам Шарпантьє з дітьми.

## Їм одне, мені— друге
Не слід перебільшувати впливу культурної родини Шарпантьє на нащадка бідних ремісників. Це були дві різні і несхожі культури. Доказ цьому — розповідь самого Ренуара — синові, останній ретельно все записав.
| Мадам Шарпантьє наполягала, аби я пішов подивитися одну з вистав Дюма-сина. Я був примушений погодитися, аби зробити їй приємне. Я не любив Дюма-сина через його складні стосунки з власним батьком. Авторитетом Дюма-батька нехтували, бо більшість читачів називала його розважальником, ніби розважати людей - легка штука... Отже, я пішов дивитися виставу Дюма-сина. Завісу підняли, за нею відкрилася вітальня з коміном, зі справжнім вогнем та справжнім роялем. Я щойно пошлюбився із твоєю матінкою (йшов 1890 рік і Ренуар виборов добробут) та подарував їй рояль, бо вона кохалась на музиці (їй грали, вона — слухала). Перше, що я бачив, коли повертався з майстерні, був рояль. Навіщо безглуздо втрачати вечір, незручно сидячі в театрі і розглядати те, що я міг бачити у себе вдома, розперізавшись у кріслі, з люлькою у зубах і в капцях?.. Я покинув театр, не дочекавшись кінця вистави...[2] |

## Опис твору
Ренуар не дуже любив портрети. Він вимушено звернувся до портретного жанру в роки після франко-пруської війни 1871 року. В повоєнний період навіть заможні французи неохоче купували твори мистецтва і картини. Охоче платили лише за портрети.
Поважна пані, упевнена у собі, спокійно позує молодому художнику. Між ними помітна відстані і за віком, і за соціальним станом. Пані старанно підтримує цю відстань, бо береже власне реноме і відповідність добропорядності. Ні про яке кокетувння між ними не йшлося.
Створенню великого портрета передувало створення ескіза. Художник подав в ескізі погруддя пані, що позувала на дивані в багатій квартирі. Немолода мадам повільно спілкувалась, але нудилась позуванням. Ренуар точно відтворив її повнувате обличчя, зачіску, чорне мереживо її вишуканої чорної сукні. Вона неохоче зустрічалась з художником очима, не хотіла демонструвати зайву привітність і навіть на ескізі відвела очі вбік. Пані не вищіпувала власні брови і обережно використовувала косметику, а фарбувала лише губи. Все це документально точно відтворив художник.
Створення ескіза було недовгим. Всі ознаки імпресіонізму як художньої техніки — присутні в портреті і особливо помітні на тлі і на вишуканій чорній сукні мадам. Від її обличчя важко відвести очі. Ні невеликі очі пані, ні густі і не вищіпані брови, ні вузькі за віком губи — не зробили його непривітним чи злим.
Навіть важкі і великі золоті сережки не відволікають погляд від обличчя, сповненого шляхетності.

## Провенанс
Великий і парадний «Портрет мадам Шарпантьє з дітьми» був створений в той же рік, що і « Портрет Жоржетти, доньки Шарпантьє» та парадний "Портрет акторки Жанни Самарі у повний зріст". Вони були показані на Паризькому Салоні 1879 року і мали непогані відгуки.
Великий за розмірами портрет мадам Шарпантьє з дітьми був проданий у Сполучені Штати і зберігається в Музеї мистецтва Метрополітен.
Ескіз до портрета через роки потрапив в Національний музей Же де Пом. Згодом його передали до збірок музею д'Орсе в Парижі.